# Artibeus fraterculus
Artibeus fraterculus е вид прилеп от семейство Американски листоноси прилепи (Phyllostomidae). Видът не е застрашен от изчезване.

## Разпространение
Разпространен е в Еквадор и Перу.

## Описание
Популацията на вида е намаляваща.